# Giovanni Battista Re
Giovanni Battista Re (ur. 30 stycznia 1934 w Borno) – włoski duchowny rzymskokatolicki, doktor prawa kanonicznego, arcybiskup, sekretarz Kongregacji ds. Biskupów w latach 1987–1989, substytut ds. ogólnych w Sekretariacie Stanu w latach 1989–2000, prefekt Kongregacji ds. Biskupów i przewodniczący Papieskiej Komisji ds. Ameryki Łacińskiej w latach 2000–2010, kardynał od 2001 (najpierw w stopniu prezbitera, w 2002 promowany do stopnia biskupa), subdziekan Kolegium Kardynalskiego w latach 2017–2020, dziekan Kolegium Kardynalskiego od 2020.

## Życiorys
Studiował w seminarium w Brescii i tam 3 marca 1957 przyjął święcenia kapłańskie. Później studiował prawo kanoniczne na Papieskim Uniwersytecie Gregoriańskim w Rzymie (obronił doktorat) oraz uzyskał przygotowanie dyplomatyczne w Papieskiej Akademii Kościelnej. Na początku lat 60. pracował jako duszpasterz i wykładowca seminarium w Brescii. Od lipca 1963 pozostawał w służbie dyplomatycznej Stolicy Apostolskiej. Był sekretarzem w nuncjaturach w Panamie i Iranie. W styczniu 1964 otrzymał tytuł „Nadzwyczajnego tajnego szambelana” (w 1968 zmieniony na „kapelana Jego Świątobliwości”). W 1971 powrócił do Rzymu i pracował jako sekretarz substytuta w Sekretariacie Stanu, arcybiskupa Giovanniego Benelli (późniejszego kardynała).
9 października 1987 został powołany na stanowisko sekretarza Kongregacji ds. Biskupów. Święcenia biskupie otrzymał 7 listopada 1987 – jako arcybiskup tytularny Forum Novum – z rąk papieża Jana Pawła II. 12 grudnia 1989 mianowany substytutem w Sekretariacie Stanu (w sekcji spraw ogólnych). Od 16 września 2000 pełnił funkcję prefekta Kongregacji ds. Biskupów i przewodniczącego Papieskiej Komisji ds. Ameryki Łacińskiej. 21 lutego 2001 podniesiony do godności kardynała przez Jana Pawła II, otrzymał tytuł prezbitera Bazyliki świętych Dwunastu Apostołów w Rzymie. W październiku 2002 został promowany do rangi kardynała biskupa, ze stolicą tytularną Sabina-Poggio Mirteto. Brał udział w X sesji zwykłej Światowego Synodu Biskupów w Watykanie jesienią 2001 w charakterze jednego z prezydentów-delegatów.
Wraz ze śmiercią Jana Pawła II (2 kwietnia 2005) dalsze pełnienie przez kardynała Re funkcji prefekta Kongregacji ds. Biskupów i przewodniczącego Papieskiej Komisji ds. Ameryki Łacińskiej uległo zawieszeniu; kardynał, wymieniany w gronie faworytów do następstwa po Janie Pawle II (papabili) na konklawe 2005, został zatwierdzony na dotychczasowych stanowiskach przez nowego papieża Benedykta XVI.
30 czerwca 2010 papież Benedykt XVI przyjął jego rezygnację z zajmowanych stanowisk w związku z osiągnięciem wieku emerytalnego.
Jako najstarszy rangą kardynał biskup wśród elektorów przewodniczył konklawe 2013. 30 stycznia 2014 w związku z ukończeniem 80 lat utracił prawo udziału w konklawe.
10 czerwca 2017 został wybrany wicedziekanem Kolegium Kardynalskiego.
18 stycznia 2020 został wybrany dziekanem Kolegium Kardynalskiego (po raz pierwszy według nowych zasad na 5-letnią kadencję z możliwością jej przedłużenia) i otrzymał związaną z tym stanowiskiem diecezję suburbikarną Ostii i tytuł kardynała-biskupa Ostii, natomiast 25 stycznia papież Franciszek zatwierdził ten wyboru i od tej chwili zaczął sprawować swój urząd. 7 stycznia 2025 papież Franciszek zaakceptował jego wybór na kolejną kadencję na tym urzędzie. 

## Odznaczenia
- Wielki Oficer Królewskiego Orderu Rycerzy Pana Naszego Jezusa Chrystusa (1981, Portugalia)[7]
- Wielki Oficer Orderu Zasługi Republiki Włoskiej (1985)
- Krzyż Wielki Orderu Chrystusa (1990, Portugalia)[7]
- Krzyż Wielki Orderu Zasługi Republiki Włoskiej (1992)
- Xirka Ġieħ ir-Repubblika (1995, Malta)
- Krzyż Wielki Orderu Izabeli Katolickiej (1997, Hiszpania)[8]
- Krzyż Komandorski z Gwiazdą Orderu Zasługi Republiki Węgierskiej (1999)
- Wielka Złota Odznaka Honorowa na Wstędze za Zasługi dla Republiki Austrii (1999)[9]
- Krzyż Komandorski z Gwiazdą Orderu Zasługi Rzeczypospolitej Polskiej (2010)[10]
- Święty Konstantyński Order Wojskowy Świętego Jerzego (2012)[11]